# Metalli alcalino terrosi

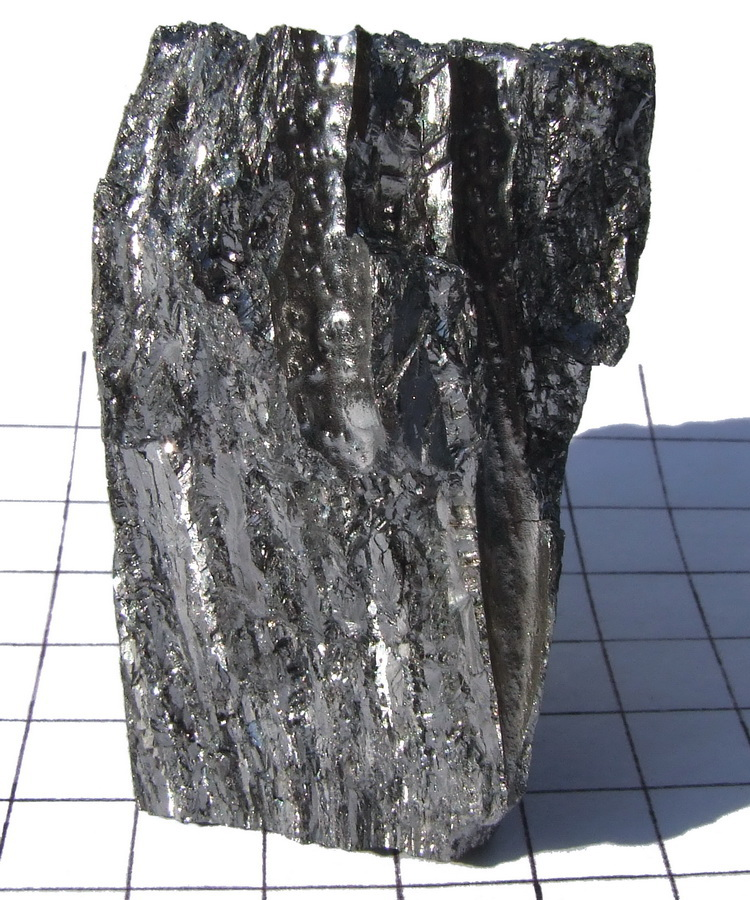
Frammento cristallino di berillio, di purezza >99%.

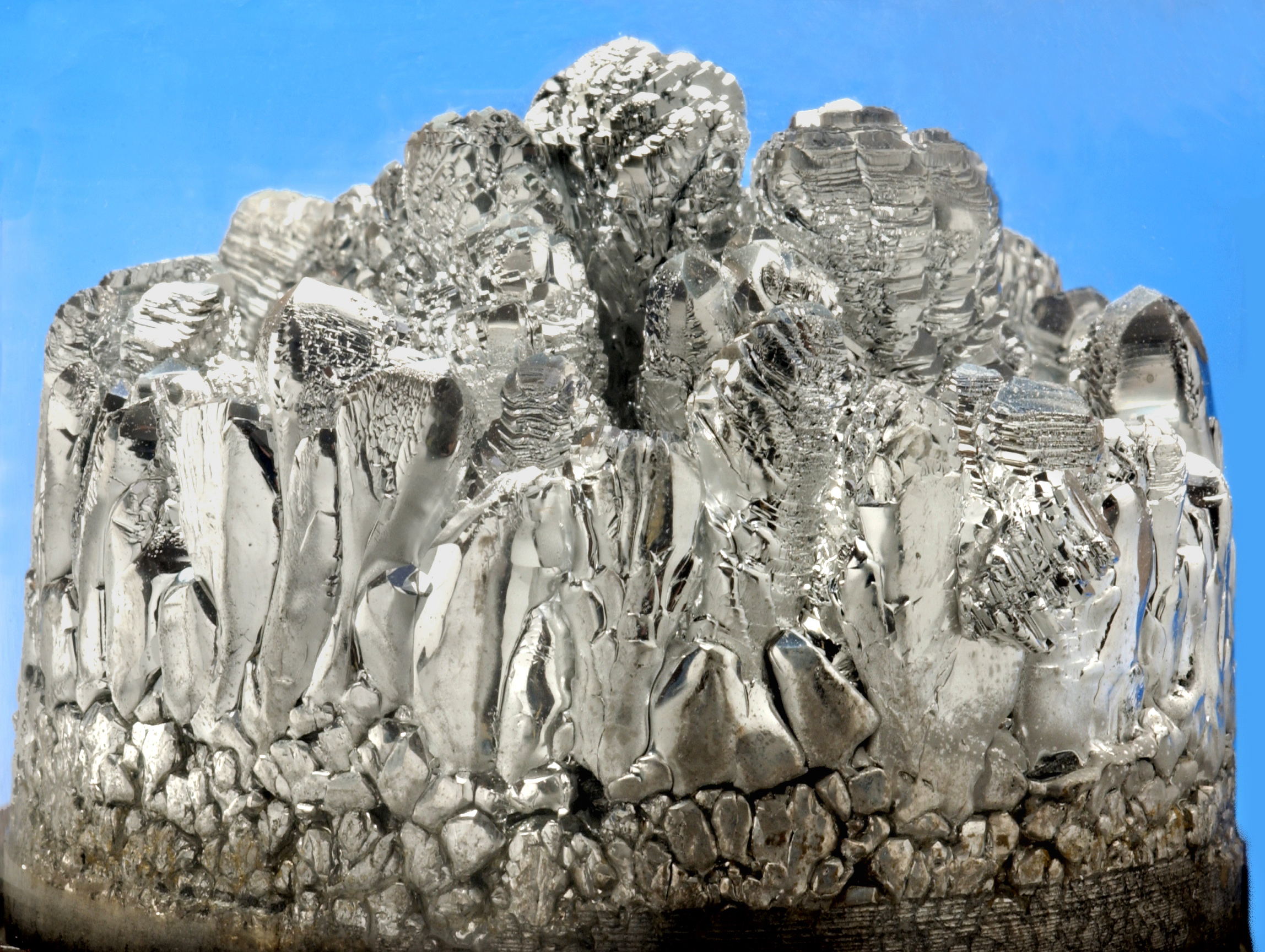
Frammento di magnesio cristallizzato.

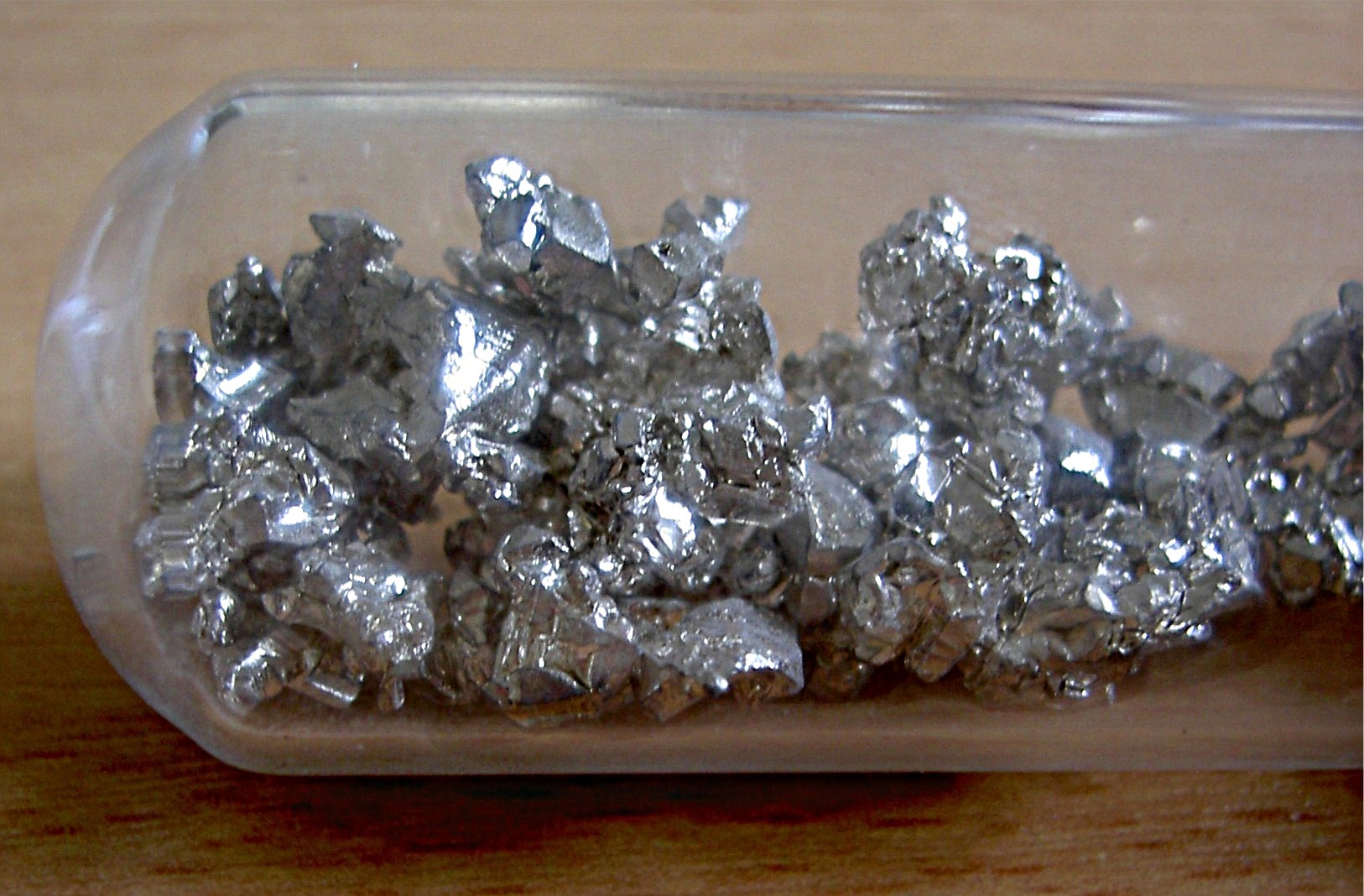
Calcio conservato in atmosfera inerte.

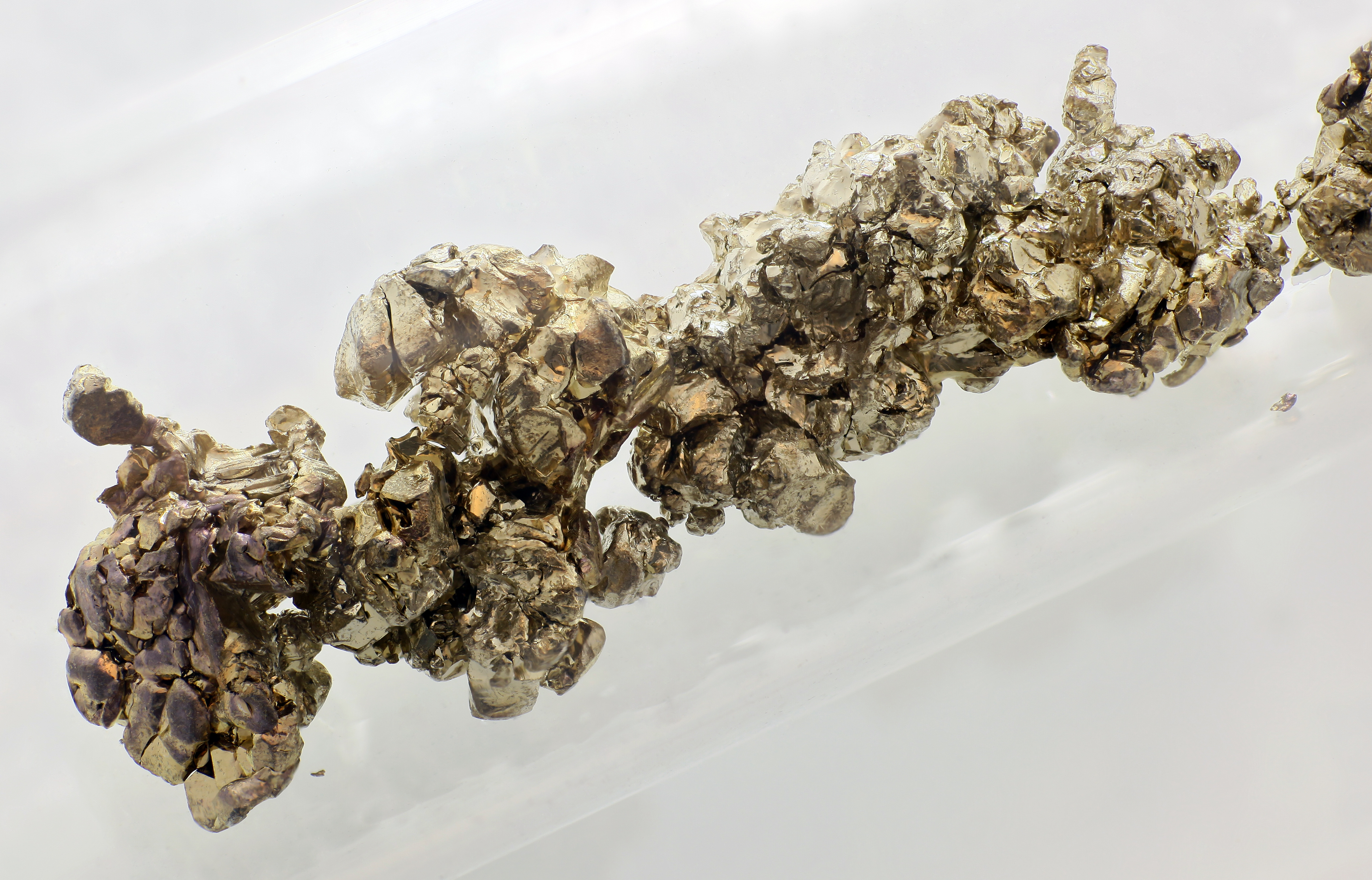
Cristalli di stronzio, puro al 99,95%, conservati in atmosfera inerte.

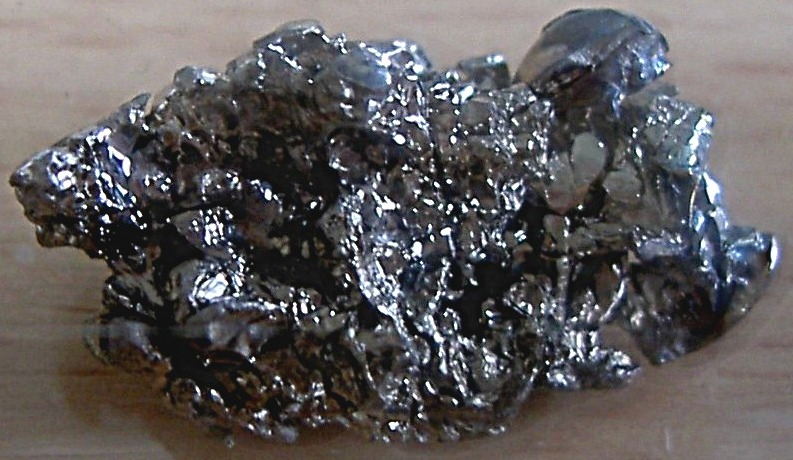
Bario conservato in atmosfera inerte.

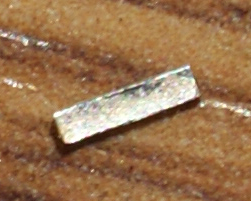
Frammento di radio, dimensioni 1,5 x 3 mm.

I metalli alcalino terrosi sono berillio (Be), magnesio (Mg), calcio (Ca), stronzio (Sr), bario (Ba) , radio (Ra) e Unbinilio (Ubn). Questi elementi chimici costituiscono il gruppo 2 del blocco s della tavola periodica. Nella nomenclatura precedente questo gruppo era denominato IIA. Sono tutti metalli piuttosto reattivi, che perdono facilmente i due elettroni nel livello elettronico esterno formando cationi M2+. Nei loro composti assumono invariabilmente numero di ossidazione +2.

## Fonti
Il berillio è poco comune sulla crosta terrestre, essendo il quarantasettesimo elemento per abbondanza. Si ricava principalmente dai minerali berillo (Be3Al2(Si6O18)) e bertrandite (Be4Si2O7(OH)2). Si producono meno di 500 tonnellate all'anno di berillio metallico. Il magnesio è invece molto abbondante sulla crosta terrestre, dove è il settimo elemento per abbondanza, ed è contenuto in più di 50 minerali. Il minerale di maggior importanza economica è la magnesite (MgCO3); annualmente se ne lavorano circa 24 milioni di tonnellate per ricavare principalmente ossido di magnesio (MgO). La produzione annuale di magnesio metallico risulta di circa 850 000 tonnellate all'anno.
Il calcio è ancora più abbondante del magnesio, essendo il quinto elemento per abbondanza sulla crosta terrestre. È contenuto in molti minerali; quelli economicamente più importanti sono calcite (CaCO3), dolomite (CaMg(CO3)2) e gesso (CaSO4 · 2H2O). Si producono solo 2000 tonnellate all'anno di calcio metallico; il prodotto principale contenente calcio è la calce, prodotta in quantità maggiori di 100 milioni di tonnellate l'anno.
Lo stronzio è il sedicesimo elemento per abbondanza sulla crosta terrestre. Si ricava principalmente dai minerali celestina (SrSO4) e stronzianite (SrCO3); se ne processano circa 1 milione di tonnellate all'anno. Il bario pur essendo un elemento pesante, è discretamente abbondante sulla crosta terrestre, essendo il quattordicesimo elemento per abbondanza. I minerali più importanti sono barite (BaSO4) e witherite (BaCO3); se ne lavorano più di otto milioni di tonnellate all'anno. Il radio è uno degli elementi più rari sulla crosta terrestre, dove è presente in forma molto diffusa, e risulta l'ottantaseiesimo elemento per abbondanza. Il radio si ottiene da combustibili nucleari esauriti, ma a causa della sua pericolosa radioattività è sempre meno usato.

## Tossicità e ruolo biologico
Il berillio non ha ruoli biologici. Un corpo umano ne contiene circa 35 mg, una quantità che non pone problemi di salute. Il berillio è molto pericoloso in forma di polvere, dato che provoca infiammazioni ai polmoni e avvelenamenti più insidiosi che si manifestano anche ad anni di distanza dall'esposizione (berilliosi). Anche i composti di berillio sono tossici e possono essere letali.
Il magnesio è essenziale per quasi tutte le specie viventi; nei vegetali è presente nella clorofilla. Un corpo umano contiene circa 25 g di magnesio, contenuto principalmente nelle ossa dove è importante a fini strutturali. Inoltre è implicato in svariate mansioni, tra cui il funzionamento di più di 300 enzimi, la produzione di proteine e la replicazione del DNA. La normale dieta copre il fabbisogno di magnesio per l'organismo. Casi di deficienza di magnesio sono rari, legati a malnutrizione, malattie o alcoolismo. Sono rari anche i problemi legati a eccessivo consumo di medicinali a base di magnesio.
Il calcio è essenziale per quasi tutte le specie viventi. Un corpo umano contiene circa 1,2 kg di calcio, per la maggior parte contenuto nelle ossa come idrossiapatite Ca5(PO4)3(OH); il rimanente svolge varie funzioni metaboliche fra le quali regolare l'attività delle membrane cellulari e controllare la contrazione muscolare e gli impulsi nervosi. Una dieta normale contiene la quantità di calcio richiesta per l'organismo; problemi di assorbimento di calcio sono in genere dovuti a carenza di vitamina D. Lo stronzio non ha ruoli biologici, ma è piuttosto diffuso nell'ambiente e nei cibi, e per la sua somiglianza con il calcio finisce nelle ossa. Un corpo umano ne contiene circa 320 mg. Lo stronzio in genere non è tossico ed è impiegato anche in alcuni medicinali; è invece pericoloso l'isotopo radioattivo stronzio-90, prodotto negli esperimenti nucleari condotti in atmosfera nel secolo scorso e rilasciato nel caso di incidenti nucleari come quello di Černobyl'.
Il bario ha ruolo biologico solo in qualche alga unicellulare. Essendo diffuso in piccola quantità nei terreni, il bario entra nella nostra dieta al ritmo di circa 1 mg al giorno, una quantità che non crea problemi. Un corpo umano contiene circa 22 mg di bario. I sali solubili di bario sono fortemente tossici. Il solfato di bario invece è così insolubile da essere innocuo ed è a volte usato come mezzo di contrasto in radiologia. Il radio è molto pericoloso a causa della sua radioattività. Tuttavia è presente nell'ambiente in piccolissima quantità in forma diffusa, ed entra inevitabilmente nella nostra dieta. Un corpo umano ne contiene circa 30 pg.

## Applicazioni
Il berillio è usato assieme a rame e nichel per ottenere leghe di elevata conducibilità elettrica e termica, alta resistenza, durezza ed elasticità. Con alcune di queste leghe si ottengono utensili antiscintilla da impiegare in raffinerie e altri luoghi dove possono essere presenti gas infiammabili. Leghe a base di berillio sono usate anche in campo aerospaziale e nel rivestimento delle testate nucleari. Il berillio metallico è usato per fabbricare finestre di tubi a raggi X perché è un materiale molto trasparente a questa radiazione.
Il magnesio è il terzo metallo più usato, dopo ferro e alluminio, per la sua resistenza e leggerezza. Viene impiegato in primo luogo in leghe assieme ad alluminio, zinco, manganese e altri metalli nella fabbricazione di carrozzerie automobilistiche e in aeronautica. Un altro uso importante è nella produzione di acciaio, per rimuovere lo zolfo. Per la sua leggerezza è inoltre usato in molti dispositivi portatili come macchine fotografiche e computer. Per le sue caratteristiche elettrochimiche viene impiegato come anodo sacrificale per proteggere ferro e acciaio dalla corrosione. Anche molti composti di magnesio sono importanti; ad esempio l'ossido di magnesio (MgO) è usato in materiali refrattari, e l'idrossido di magnesio (Mg(OH)2) nello smaltimento di residui acidi.
Il calcio metallico trova usi limitati in leghe particolari e nella produzione di zirconio, torio e altri lantanoidi. Dal punto di vista economico sono molto più importanti i suoi composti. La calce è usata nella fabbricazione dell'acciaio, nel trattamento delle acque, nell'industria chimica, nelle costruzioni. Il calcio è contenuto anche in altri materiali importanti come gesso e cemento. Lo stronzio metallico ha un uso molto limitato come getter in tubi a vuoto e tubi catodici. Il nitrato di stronzio (Sr(NO3)2) è essenziale per ottenere il colore rosso nei fuochi d'artificio. Le radiazioni dello stronzio-90 sono usate per produrre elettricità in veicoli spaziali, stazioni meteorologiche isolate e boe oceanografiche.
Il bario metallico ha un uso molto limitato come getter. Il solfato di bario (BaSO4) è usato come lubrificante nelle trivellazioni petrolifere, nel pigmento bianco litopone miscelato al solfuro di zinco e nelle carte fotografiche baritate. Nitrato e clorato di bario danno la colorazione verde dei fuochi d'artificio. Il radio è troppo pericoloso per essere usato in applicazioni che appartengono al passato: rendeva luminescenti i quadranti di orologi e altri strumenti, veniva usato per curare il cancro, ed era anche considerato un farmaco miracoloso.

## Proprietà degli elementi[1][3][4]

Raggi di alcuni elementi e dei loro ioni. Atomi neutri (grigio), cationi (rosso) e anioni (azzurro).

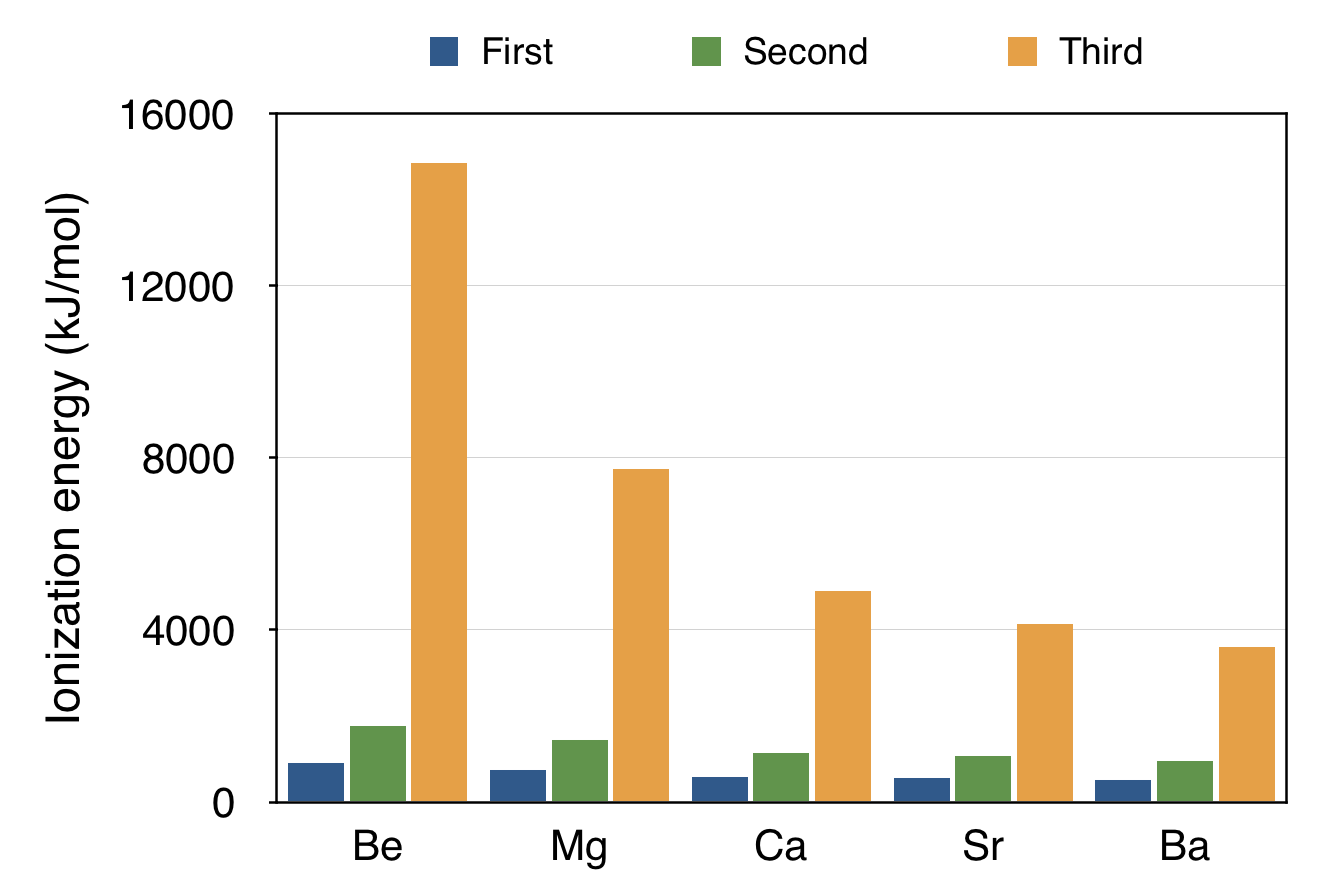
Energia di prima, seconda e terza ionizzazione dei metalli alcalino terrosi.

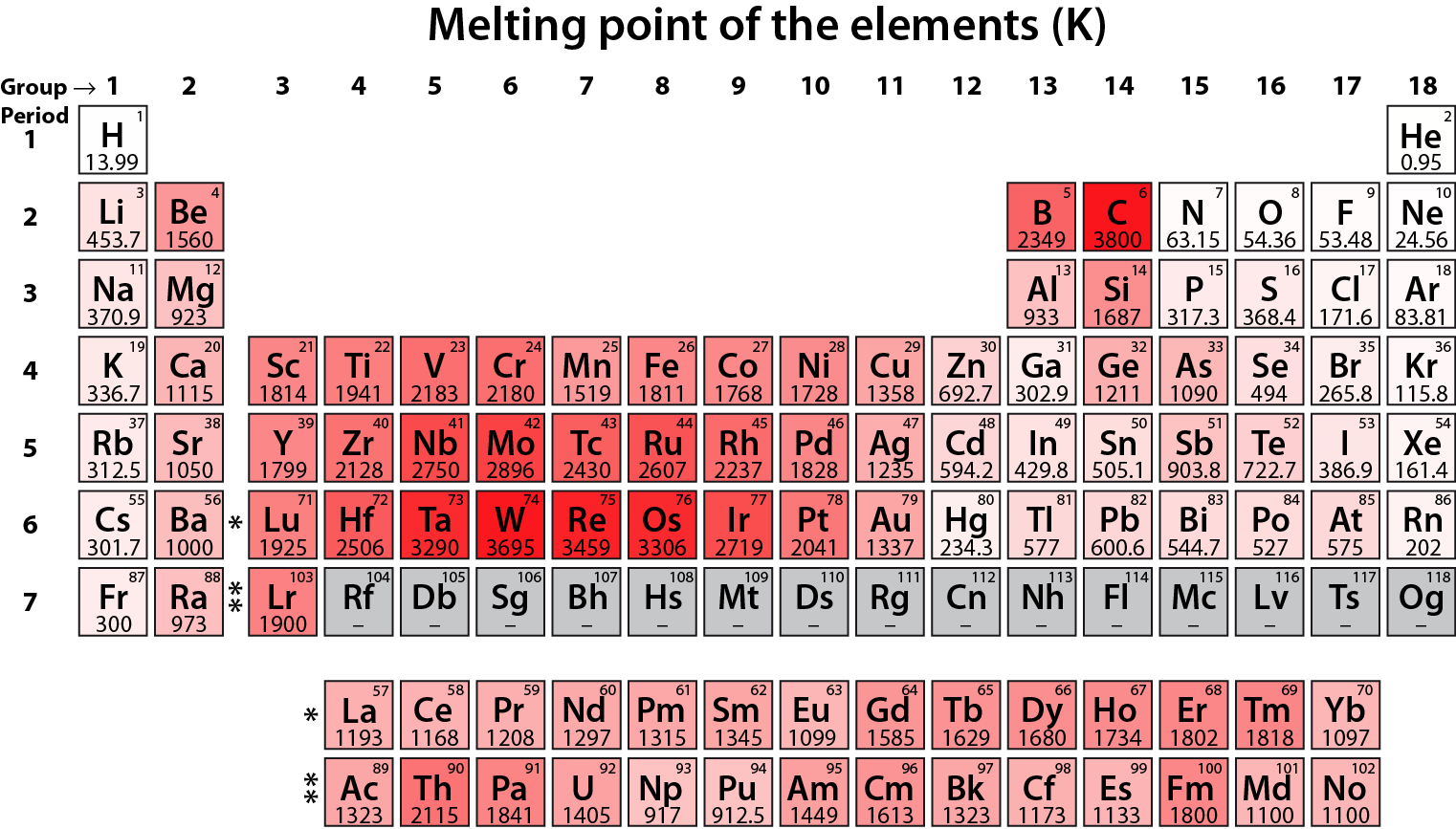
Variazioni dei valori del punto di fusione (K) nella tavola periodica.

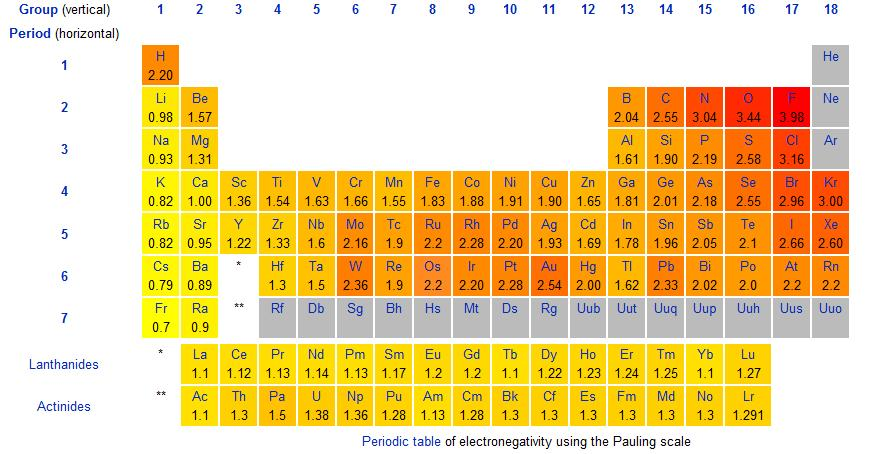
Variazioni di elettronegatività nella tavola periodica.

Data la posizione nella tavola periodica, gli elementi del gruppo 2 hanno atomi di dimensione elevata, ma naturalmente più piccola dei corrispondenti elementi del gruppo 1 (figura), in quanto la carica nucleare è maggiore. Un confronto con gli elementi del gruppo 1 mostra anche che nel gruppo 2 l'energia di prima ionizzazione è cresciuta, dato che le dimensioni sono più piccole e la carica nucleare è maggiore; questo effetto è particolarmente marcato passando da litio a berillio. Nel gruppo 2 l'energia di seconda ionizzazione, pur essendo circa doppia rispetto alla prima, è ancora abbastanza bassa da poter essere compensata dall'energia reticolare. Gli elementi di questo gruppo sono quindi presenti nei loro composti come cationi M2+, cioè con numero di ossidazione +2. La terza energia di ionizzazione è invece così elevata che ioni M3+ non si formano mai (figura).
Gli elementi del gruppo 2 hanno tutti un tipico aspetto metallico lucente. Confrontando le loro proprietà fisiche con quelle degli elementi del gruppo 1 si osservano valori più elevati di punto di fusione (figura), punto di ebollizione, densità, ed entalpie di fusione e vaporizzazione. Notare, in particolare, i valori per il berillio. Rispetto al gruppo 1, i metalli del gruppo 2 sono anche più duri, ma sono ancora relativamente teneri. Tutte queste variazioni sono razionalizzabili considerando sia le dimensioni atomiche più piccole, sia la presenza di due elettroni da utilizzare per il legame metallico, anziché uno solo.
I valori di elettronegatività degli elementi del gruppo 2 sono ancora bassi, ma più alti di quelli degli elementi del gruppo 1. Il valore per il berillio è decisamente il più elevato del gruppo, a giustificare la sua chimica sostanzialmente covalente. Notare che il berillio ha un valore di elettronegatività molto simile all’alluminio, e mostra una chimica simile a quest’ultimo (relazione diagonale). Calcio, stronzio e bario hanno invece una chimica tipicamente ionica, mentre il magnesio ha un comportamento intermedio.
Analoghi andamenti si osservano anche dai potenziali di riduzione. Tutti questi elementi sono elettropositivi, ma il berillio lo è in misura minore, mentre calcio, stronzio e bario assomigliano ai metalli alcalini più pesanti; il magnesio è ancora una volta in una posizione intermedia.
| Proprietà                                  | Berillio    | Magnesio   | Calcio        | Stronzio       | Bario              | Radio                  |
| ------------------------------------------ | ----------- | ---------- | ------------- | -------------- | ------------------ | ---------------------- |
| Numero atomico                             | 4           | 12         | 20            | 38             | 56                 | 88                     |
| Peso atomico                               | 9,012182(3) | 24,3050(6) | 40,078(4)     | 87,62(1)       | 137,327(7)         | [226]                  |
| N. di livelli                              | 2, 2        | 2, 8, 2    | 2, 8, 8, 2    | 2, 8, 18, 8, 2 | 2, 8, 18, 18, 8, 2 | 2, 8, 18, 32, 18, 8, 2 |
| Configurazione elettronica                 | [He] 2s2    | [Ne] 3s2   | [Ar] 4s2      | [Kr] 5s2       | [Xe] 6s2           | [Rn] 7s2               |
| Punto di fusione (K)                       | 1562        | 923        | 1115          | 1042           | 1002               | 973                    |
| Punto di fusione (°C)                      | 1289        | 650        | 842           | 769            | 729                | 700                    |
| Punto di ebollizione (K)                   | 2742        | 1363       | 1757          | 1655           | 2170               | 2010                   |
| Punto di ebollizione (°C)                  | 2469        | 1090       | 1484          | 1382           | 1897               | 1737                   |
| Densità (g/cm3)                            | 1,85        | 1,738      | 1,54          | 2,64           | 3,594              | 5,5                    |
| Raggio metallico (pm)                      | 112         | 160        | 197           | 215            | 222                | -                      |
| Raggio covalente (pm)                      | 105         | 150        | 180           | 200            | 215                | 221                    |
| Raggio ionico M(II), coord. 6 (pm)         | -           | 72         | 100           | 118            | 135                | 148                    |
| Elettronegatività (Pauling)                | 1,57        | 1,31       | 1,00          | 0,95           | 0,89               | 0,9                    |
| E0 M2+/0 (V)                               | –1,97       | –2,356     | –2,84         | –2,89          | –2,92              | –2,916                 |
| Energia di prima ionizzazione (kJ·mol−1)   | 899,4       | 737,7      | 589,8         | 549,5          | 502,9              | 509,3                  |
| Energia di seconda ionizzazione (kJ·mol−1) | 1757        | 1451       | 1145          | 1064           | 965                | 979                    |
| Energia di terza ionizzazione (kJ·mol−1)   | 14850       | 7733       | 4912          | 4138           | 3619               | 3300                   |
| Entalpia di fusione (kJ·mol−1)             | 15          | 8,9        | 8,6           | 8,2            | 7,8                | (8,5)                  |
| Entalpia di vaporizzazione (kJ·mol−1)      | 309         | 127,4      | 155           | 158            | 136                | (113)                  |
| Entalpia di atomizzazione (kJ·mol−1)       | 324         | 146        | 178           | 164            | 178                | -                      |
| Resistività elettrica a 20 °C (Ω·m·108)    | 3,70        | 4,48       | 3,42          | 13,4           | 34,0               | (100)                  |
| Colore del saggio alla fiamma              | Bianco      | Bianco     | Rosso mattone | Cremisi        | Verde mela         | Cremisi                |

Salvo diversa indicazione i dati in tabella sono presi da Greenwood e Earnshaw.

## Reattività chimica e andamenti nel gruppo[1][3][4][9]
Gli elementi del gruppo 2 rappresentano un gruppo piuttosto omogeneo, anche se un po' meno del gruppo precedente dei metalli alcalini. In particolare il berillio, l'elemento più leggero, mostra un comportamento alquanto diverso da quello dei congeneri più pesanti, con differenze più rilevanti di quelle che si osservano tra il litio e gli altri metalli alcalini.
I metalli alcalino terrosi sono molto reattivi, anche se meno di quelli del gruppo 1, e formano composti solo nello stato di ossidazione +2. Stati di ossidazione superiori non sono possibili, perché la terza energia di ionizzazione è molto elevata. D’altra parte, non esistono composti nello stato di ossidazione +1; calcoli effettuati in base a cicli di Born-Haber mostrano che gli eventuali composti MX sono instabili, dato che darebbero luogo a reazioni di dismutazione molto esotermiche. Ad esempio:
2MgCl  →  Mg + MgCl2     ΔH = –392 kJ
Il berillio ha un comportamento decisamente diverso dagli altri elementi del gruppo, manifestando una chimica sostanzialmente covalente, e mai puramente ionica. Ciò è dovuto alle piccole dimensioni dello ione Be2+, che possedendo una densità di carica molto elevata distorce la nuvola elettronica degli anioni vicini. La tendenza alla covalenza del berillio permette la formazione di legami abbastanza stabili con il carbonio, come in Be(CH3)2 e BePh2. Scendendo lungo il gruppo, il magnesio mostra ancora un comportamento in parte covalente, mentre la chimica di calcio, stronzio e bario è totalmente ionica.
Come nel gruppo 1, la reattività in genere aumenta scendendo lungo il gruppo. All'aria il berillio metallico è poco reattivo e si ricopre di una patina di ossido che lo passiva (come l’alluminio, relazione diagonale). Il magnesio resiste ancora abbastanza bene all’ossidazione dell'aria, mentre i congeneri superiori si ossidano più rapidamente.
Analoghi andamenti di reattività si osservano con l'acqua: il berillio non reagisce neanche a caldo, protetto dalla pellicola di ossido; il magnesio reagisce solo a caldo e gli altri anche a freddo. In acqua la reazione porta alla formazione di idrossidi con sviluppo di idrogeno. Ad esempio:
Ca(s) + 2H2O(l) → Ca2+(aq) + 2OH–(aq) + H2(g)
L'idrossido di berillio è l'unico del gruppo a mostrare un comportamento anfotero (come l'alluminio): Be(OH2) in presenza di un eccesso di ioni OH– forma la specie tetracoordinata Be(OH)42–. Gli idrossidi degli altri elementi del gruppo sono invece basici.
Anche nei confronti degli altri non metalli si osservano aumenti di reattività scendendo lungo il gruppo; in queste reazioni si formano i composti binari, tipo M3N2, MS, MSe, MX2 (X = alogeno). Con l'ossigeno si forma l'ossido, in genere di formula MO; per gli elementi più pesanti esiste anche il perossido MO2. Normalmente gli ossidi però non si ottengono in questo modo, ma per calcinazione dei carbonati o per disidratazione degli idrossidi.
Per quanto riguarda la chimica di coordinazione, in soluzione acquosa soltanto gli ioni più piccoli, berillio e magnesio, danno luogo ad aquo ioni ben caratterizzati: Be(H2O)42+ e Mg(H2O)62+. Per gli altri elementi l'aquo ione è meno definito e si osservano numeri di coordinazione 6–8. Nel caso del berillio si ha anche idrolisi a causa del forte effetto polarizzante dello ione Be2+ molto piccolo; in altre parole il complesso si comporta da acido di Brønsted (come l'alluminio):
Be(H2O)42+ + H2O → Be(H2O)3OH+ + H3O+
A questa reazione seguono poi ulteriori reazioni di polimerizzazione. Gli ioni dei congeneri superiori non danno idrolisi a causa delle maggiori dimensioni del catione.
Nei confronti di leganti diversi dall'acqua, gli ioni alcalino terrosi si comportano da acidi hard, con una decisa preferenza per leganti all'ossigeno, più che all'azoto (la clorofilla in questo senso è una eccezione). EDTA, polifosfati ed anche eteri corona di dimensioni opportune sono quindi leganti ideali. Il complessi formati da Ca2+ con EDTA o con lo ione tripolifosfato P3O105– sono importanti sia per l'addolcimento dell'acqua che per l'analisi volumetrica dello ione Ca2+.